# Himeromima
Himeromima là một chi bướm đêm thuộc họ Geometridae.